# Jelica Žuža
Jelica Žuža, slovenska slikarka, * 12. april 1922, Celje, † 21. marec 2014, Ljubljana.

## Življenje in delo
Jelica (Gabrijela) Žuža se je rodila v družini davčnega upravitelja in posestnika Franca Žuže. Po končani meščanski šoli v Celju (1937) se je učila slikarstva, med drugim tudi eno leto pri Mateju Sternenu. Študirala je na Akademiji likovnih umetnosti na Dunaju (1942–1944) in na ljubljanski Akademiji za likovno umetnost (1945–1947) in 1947 diplomirala pri Gojimiru Antonu Kosu in opravila specialko v Zagrebu (1947–1950) pri Djuri Tiljaku in Marinu Tartaglii. Živela in ustvarjala je kot svobodna umetnica v Zagrebu, od 1960 v Žalcu, ob upokojitvi 1981 se je preselila v Ljubljano. V Žalcu je sodelovala pri organiziranju likovnega življenja, med drugim je bila soustanoviteljica Savinovega razstavnega salona (1974, do 1978 ga tudi programsko vodila).
Njen slikarski opus je zaradi zamudnega ustvarjalnega postopka majhen in obsega zlasti tihožitja in portrete. Na izkušnjah iz študija v Zagrebu je razvila metodo postopnega klasično izglajenega tonskega slikanja v enakomernih barvnih oljnih plasteh. Tonsko zamolkle ali barvno živahne in svetlobno kontrastne figuralne slike, posebno otrok, izstopajo z eterično zasanjanostjo, zabrisanim notranjim nemirom in ekspresovnim psihološkim izrazom. Prejela je več nagrad.

## Nagrade
- Nagrada na razstavi del jugoslovanskih likovnih umetnic v Slovenj Gradcu (1972)
- Nagrada na razstavi Društva slovenskih likovnih umetnikov v Ljubljani (1972)
- INTART, Udine (1973, plaketa)
- Nagrada Prešernovega sklada (1974)
- Who's who of women, Cambridge (1980, plaketa).